# واشوکانی

نقشهٔ بین‌النهرین که واشیوکامی را نشان می‌دهد

واشوکانی (به انگلیسی: Washukanni) پایتخت پادشاهان میتانی در حدود ۱۵۰۰ تا ۱۳۰۰ پیش از میلاد بود. مکان دقیق آن مشخص نشده‌است ولی حدس زده می‌شود در زیر تپه‌های تل الفخیریه در سوریه باشد.
این شهر در سال‌های اول حکومت میتانی‌ها تحت فرمان شوپ‌پیلولیومای یکم (۱۳۳۴–۱۳۲۲ پیش از میلاد) قرار داشت.